# Перспективні технології

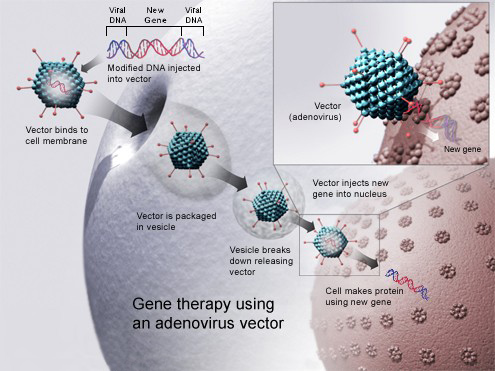
Генотерапія

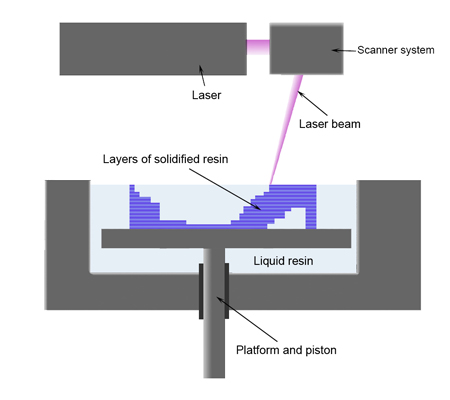
Стереолітографія

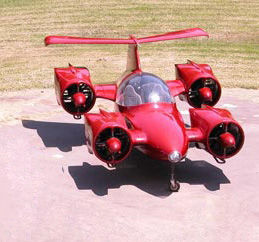
Летюче авто

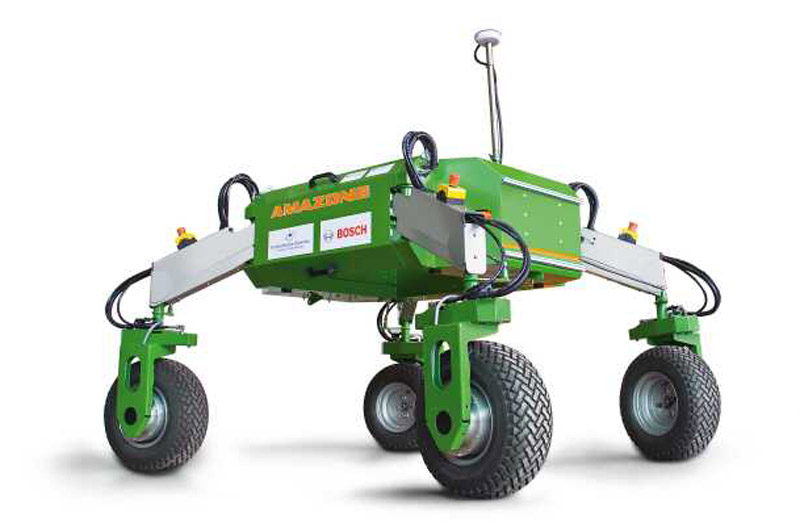
Автономна дослідницька платформа

Перспективні технології — інноваційні досягнення або новітні технології в різних наукових, промислових і суспільних галузях, які мають потенціал значного впливу і вдосконалення існуючих процесів, продуктів або послуг. Ці технології часто демонструють прорив або трансформаційний потенціал у відповідних галузях, вирішуючи існуючі проблеми, підвищуючи ефективність або створюючи нові програми. Термін охоплює широкий спектр дисциплін, таких як науки про життя, охорона здоров’я, інженерія, матеріалознавство, обчислювальна техніка, сталий розвиток тощо. Ретельно відстежуючи і впроваджуючи перспективні технології, дослідники, професіонали і політики можуть використати свій потенціал для досягнення прогресу, покращення якості життя і сприяння економічному зростанню.
Перспективні технології охоплюють широкий спектр різних технологій, таких як освітні технології, інформаційні технології, нанотехнології, біоінженерія, когнітивна наука, робототехніка, транспорт і штучний інтелект тощо.
Нові технологічні напрямки можуть бути результатом технологічної конвергенції різних областей знань, що ведуть до створення нових перспективних технологій і напрямків. Прикладами таких областей є методи адаптивного керування теорії управління та методи розпізнавання мовлення та образів тощо.
Перспективні технології дозволяють отримати технічні нововведення, які представляють собою прогресивні розробки та забезпечують переваги в конкурентні переваги та резерви для стійкого економічного зростання. Таким чином країни, що розробляють перспективні технології зосереджуються на напрямках розробки нової продукції та експорту технологій, інші — на виробництві, треті — на добуванні сировини.

## Історія та впровадження

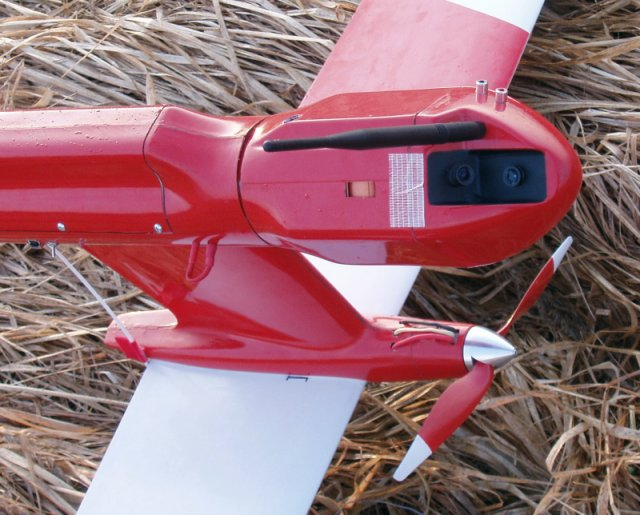
Польський Pteryx UAV — цивільний БПЛА для аерофотозйомки та фотокартографії зі стабілізованою головкою камери. (див. Точне землеробство)

Перспективні технології та інноваційні методи з'являлися та розроблялися у всі часи. Деякі з цих технологій є результатом теоретичних досліджень, інші — практичних розробок і спостережень. При цьому поява нових, перспективних технологій звичайно призводить до заміни технологій, що базувалися на попередніх досягненнях, робить такі технології зайвими. Прикладами таких технологій у різні часи були заміна кінних екіпажів на автомобільному транспорті машинною тягою, заміна пристроїв запису на магнітний дріт пристроями запису на магнітну плівку, потім на магнітні диски, розгортання технологій DVD тощо.

## Критерії перспективних технологій
Перспективні технології стосуються інновацій, відкриттів або досягнень, які мають потенціал для створення значного позитивного впливу на різні аспекти суспільства, включаючи, але не обмежуючись цим, економіку, навколишнє середовище, охорону здоров’я та загальну якість життя. Ці технології часто характеризуються своєю трансформаційною природою, здатністю вирішувати існуючі виклики та потенціалом відкривати нові можливості.

### Фактори перспективності

#### Потенційний вплив
Одним із основних критеріїв оцінки перспективних технологій є їхній потенційний вплив на суспільство, промисловість та навколишнє середовище. Це включає оцінку обсягу та величини їхніх переваг, таких як здатність покращувати рівень життя, вирішувати глобальні виклики або сприяти економічному зростанню.

#### Здійсненність
Здійсненність стосується технічної та практичної життєздатності технології. Він враховує такі фактори, як поточний стан досліджень, наявність ресурсів та наявна інфраструктура. Перспективна технологія повинна мати розумний рівень здійсненності, щоб забезпечити її остаточне впровадження та інтеграцію в суспільство.

#### Масштабованість
Масштабованість — це здатність технології рости й розширюватися, щоб відповідати зростаючим вимогам або адаптуватися до нових умов. Багатообіцяюча технологія має продемонструвати потенціал масштабованості, що дозволить її розгортати у більшому масштабі та охопити ширшу аудиторію. Це гарантує, що переваги технології можуть бути розподілені між різними громадами, галузями та регіонами.

#### Час виходу на ринок
Час виходу на ринок означає період, необхідний для переходу технології від стадії досліджень і розробок до комерціалізації та широкого впровадження. Для перспективних технологій бажано скоротити час виходу на ринок, оскільки це дозволяє швидше реалізувати переваги. Фактори, які можуть вплинути на час виходу на ринок, включають нормативні перешкоди, інвестиційні вимоги та наявність конкуруючих технологій.

### Постійна переоцінка
Ландшафт перспективних технологій постійно змінюється, оскільки робляться нові відкриття та продовжують розвиватися існуючі технології. Тому вкрай важливо постійно контролювати та переоцінювати потенціал цих технологій у світлі нової інформації та розробок. Це гарантує ефективний розподіл ресурсів і пріоритетність найефективніших технологій.
Крім того, безперервний моніторинг і повторна оцінка можуть допомогти виявити будь-які нові виклики або ризики, пов’язані з технологією, дозволяючи вжити проактивних заходів для їх вирішення. Це особливо важливо, враховуючи потенційні етичні та суспільні наслідки певних перспективних технологій. Залишаючись поінформованим і чуйним, суспільство може максимізувати переваги цих технологій, мінімізуючи будь-які потенційні негативні наслідки.

## Приклади новітніх перспективних технологій
- Штучний інтелект та сильний штучний інтелект — розділ комп'ютерної лінгвістики та інформатики, що займається формалізацією проблем та завдань, які нагадують завдання, виконувані людиною. Застосовується в системах класифікації, прийняття рішень тощо. (Див. також ChatGPT)
- Стійка енергетика та навколишє середовище: відновлювані джерела енергії, накопичення енергії, термоядерна енергетика, уловлювання вуглецю та геоінженерія матимуть вирішальне значення для пом’якшення зміни клімату та досягнення сталого майбутнього.
- Охорона здоров’я та біомедицина: доказова медицина, персоналізована медицина, превентивна медицина, біомедична інженерія, регенеративна медицина, штучний інтелект в медицині, наномедицина, генотерапія, редагування геному, телемедицина та медична візуалізація покращать якість, ефективність і доступність медичної допомоги та покращать загальний добробут населення. Уповільнення старіння, яке збільшує середню тривалість життя всього на один рік, має цінність для суспільства в 38 трильйонів доларів США на рік[4] (на прикладі США, це приблизно 1.5 ВВП США).
- Біотехнології та біоінженерія: інновації в генній та клітинній інженеріях, синтетичній біології, можуть революціонізувати охорону здоров’я, сільське господарство, виробництво та інші галузі.
- Робототехніка — прикладна наука, що займається розробкою автоматизованих технічних систем (роботів). Застосовується для створення роботів і робототехнічних систем, призначених для автоматизації складних технологічних процесів і операцій, у тому числі в умовах, що вимагають заміни людини при виконанні важких і небезпечних робіт. (Див. також Дрон, Сільськогосподарський робот, Роботизована хірургія, Нейропротезування)
- 3D-друк та друк органів — одна з форм технологій адитивного виробництва, де тривимірний об'єкт створюється шляхом накладання послідовних шарів матеріалу (друку) відповідно до цифрової моделі виробу. Застосовується для виробництва деталей складної геометрії.
- Освоєння космосу та матеріалознавство: колонізація космосу, матеріалознавство, інженерія та нанотехнології дозволять людству вийти у космос і створювати інноваційні рішення в багатьох галузях.
- Стале та відновлювальне сільське господарство: органічне землеробство, точне землеробство, no-till, очищення води, утилізація відходів, вертикальне землеробство, культивоване м'ясо, сількогосподарський робот, моніторинг навколишнього середовища та цифровізація і інтеграція технологій як блокчейн, інтернет речей та штучний і сильний штучний інтелект будуть важливими для сталого, багатого майбутнього.
- Нанотехнології (англ. nanotechnology) — область фундаментальної і прикладної нанонауки, в якій вивчаються закономірності фізичних і хімічних систем протяжністю порядку декількох нанометрів або часток нанометра. Застосовується для отримання матеріалів з унікальними фізико-хімічними властивостями.
- Біохакінг, Омолодження та Удосконалення людини — практика використання науки та технологій для зміни або покращення функціонування людського тіла.

### Книги
- Küfeoğlu, Sinan (2022). Emerging Technologies: Value Creation for Sustainable Development. Sustainable Development Goals Series (англ.). Cham: Springer International Publishing. ISBN 978-3-031-07126-3.

### Журнали
Наукові відкриття, дослідження та огляди літератури, що описують перспективні технології, зазвичай, публікуються в наукових журналах, статті яких потім цитуються в книгах та інших виданнях.

#### Загальні
- Nature
- Science
- Proceedings of the National Academy of Sciences (PNAS)
- Nature Communications
- Scientific Reports
- Перспективні технології та прилади

#### Природничі науки
- Reviews of Modern Physics
- Chemical Reviews
- Nature Chemistry
- Nature Physics

#### Медицина, біологія та біотехнології
- Cell
- Nature Biotechnology
- Science Translational Medicine
- Advanced healthcare materials

#### Інженерія та виробництво
- Nature Materials
- Advanced Materials
- Nature Nanotechnology
- Nature Photonics
- Science Robotics
- Nature Electronics
- Annual Review of Materials Research

#### Інформаційні технології
- IEEE Transactions on Neural Networks and Learning Systems
- IEEE Transactions on Pattern Analysis and Machine Intelligence
- Nature Machine Intelligence